# واهه گئورگیان
واهه گئورگیان (ارمنی: Վահե Գևորգյան؛ زادهٔ ۳۰ اوت ۱۹۷۲) یک دیپلمات و سیاست‌مدار اهل ارمنستان است. وی از ۲۰۲۴ تا کنون سفیر جمهوری ارمنستان در چین می‌باشد.
وی از دانشگاه دولتی ایروان فارغ‌التحصیل گشت. واهه گئورگیان از تاریخ سپتامبر ۲۰۲۱ میلادی معاون وزیر امور خارجه ارمنستان بوده است. در تاریخ ۱۰ ژانویه سال ۲۰۲۴ میلادی، واهه گئورگیان با حکم نخست‌وزیر از سمت معاون وزیر امور خارجه برکنار شده است و با پیشنهاد نخست‌وزیر و حکم رئیس‌جمهور ارمنستان به عنوان سفیر جدید جمهوری ارمنستان در چین منصوب شده است.